# Saison 2020-2021 des Islanders de New York
Autres saisons
Saison précédente Saison suivante
La saison 2020-2021 des Islanders de New York est la 49e saison de hockey sur glace jouée par la franchise dans la Ligue nationale de hockey. Cette saison est particulière, à cause de la pandémie de la Covid-19, débute en janvier et se dispute sur un calendrier condensé de 56 matchs.

## Avant-saison

### Contexte
Les Islanders sont une équipe très sous-estimée depuis le départ de John Tavares à l’orée de la Saison 2018-2019. Pourtant depuis la perte de leur joueur vedettes, le vestiaire s’est unis et les joueurs sont parvenus à participer aux Séries éliminatoires deux années de suite. Avec un système défensif très efficace mis en place par l’entraîneur Barry Trotz et de jeunes attaquants talentueux comme Mathew Barzal, Anthony Beauvillier et Oliver Wahlstrom, cette équipe a de nouveau les moyens d’afficher plus d’ambition que ce que les médias lui accordent.

### Mouvements d’effectifs

#### Transactions
| Date             | Acquisition des Islanders                                       | Partenaire d'échange  | Acquisition du partenaire |
| ---------------- | --------------------------------------------------------------- | --------------------- | --- |
| 11 octobre 2020  | Anthony-John Greer                                              | Avalanche du Colorado | Kyle Burroughs |
| 11 octobre 2020  | un choix de deuxième tour au Repêchage de 2021                  | Avalanche du Colorado | Devon Toews |
| 11 décembre 2020 | Dmytro Timashov                                                 | Red Wings de Détroit  | considérations futures |
| 7 avril 2021     | Travis Zajac et Kyle Palmieri                                   | Devils du New Jersey  | Anthony-John Greer, Mason Jobst, un choix de premier tour au Repêchage de 2021 et un choix conditionnel de troisième tour au Repêchage de 2022 ou au Repêchage de 2023      |
| 11 avril 2021    | Braydon Coburn                                                  | Sénateurs d'Ottawa    | un choix de septième tour au Repêchage de 2022 |
| 17 juillet 2021  | Richard Pánik et un choix de deuxième tour au Repêchage de 2021 | Red Wings de Détroit  | Nicholas Leddy |
| 17 juillet 2021  | Considérations futures                                          | Coyotes de l'Arizona  | Andrew Ladd, un choix de deuxième tour au Repêchage de 2021, un choix conditionnel de deuxième tour au Repêchage de 2022 et un choix de troisième tour au Repêchage de 2023 |

#### Signatures d'agent libre
| Joueur           | Date            | Ancienne franchise               | Durée du contrat |
| ---------------- | --------------- | -------------------------------- | ---------------- |
| Austin Czarnik   | 13 octobre 2020 | Flames de Calgary                | 2 ans            |
| Cory Schneider   | 15 janvier 2021 | Devils du New Jersey             | 1 an             |
| Robin Salo       | 12 février 2021 | Örebro HK                        | 2 ans            |
| Anatoli Golychev | 19 mars 2021    | Avtomobilist Iekaterinbourg      | 1 an             |
| Ken Appleby      | 9 avril 2021    | Sound Tigers de Bridgeport       | 2 ans            |
| Collin Adams     | 14 avril 2021   | Fighting Hawks du Dakota du Nord | 2 ans            |
| Reece Newkirk    | 13 mai 2021     | Winterhawks de Portland          | 3 ans            |

#### Départs d'agent libre
| Joueur             | Date             | Franchise suivante         |
| ------------------ | ---------------- | -------------------------- |
| Christopher Gibson | 9 octobre 2020   | Lightning de Tampa Bay     |
| Thomas Greiss      | 10 octobre 2020  | Red Wings de Détroit       |
| Seth Helgesson     | 29 octobre 2020  | Sound Tigers de Bridgeport |
| Derick Brassard    | 30 décembre 2020 | Coyotes de l'Arizona       |
| Travis Saint-Denis | 9 janvier 2021   | Devils de Binghamton       |
| Jordan Schmaltz    | 19 janvier 2021  | Roadrunners de Tucson      |
| Tom Kühnhackl      | 23 janvier 2021  | Sound Tigers de Bridgeport |

#### Prolongations de contrat
| Joueur                | Date            | Durée du contrat |
| --------------------- | --------------- | ---------------- |
| Sebastian Aho         | 5 octobre 2020  | 2 ans            |
| Grant Hutton          | 13 octobre 2020 | 2 ans            |
| Mitchell Vande Sompel | 13 octobre 2020 | 2 ans            |
| Parker Wotherspoon    | 17 octobre 2020 | 2 ans            |
| Anthony-John Greer    | 22 octobre 2020 | 1 an             |
| Joshua Ho-Sang        | 27 octobre 2020 | 1 an             |
| Ryan Pulock           | 4 novembre 2020 | 2 ans            |
| Mathew Barzal         | 9 janvier 2021  | 3 ans            |
| Andrew Greene         | 12 janvier 2021 | 1 an             |
| Matthew Martin        | 12 janvier 2021 | 4 ans            |
| Dmytro Timashov       | 14 janvier 2021 | 1 an             |
| Andrew Greene         | 17 juillet 2021 | 1 an             |

#### Retrait de la compétition
| Joueur       | Date             |
| ------------ | ---------------- |
| John Boychuk | 25 novembre 2020 |

### Joueurs repêchés
Les Islanders ne possèdent de choix de premier tour lors du repêchage de 2020 se déroulant virtuellement. La liste des joueurs repêchés en 2020 par les est la suivante :
| Tour | Choix | Nom                   | Poste          | Nationalité | Équipe précédente                   |
| ---- | ----- | --------------------- | -------------- | ----------- | ----------------------------------- |
| 3    | 90    | Alexander Ljungkrantz | Ailier droit   | Suède       | Brynäs IF Jr. (J20 SuperElit)       |
| 4    | 121   | Alex Jefferies        | Ailier gauche  | États-Unis  | Gunnery High School (USHS-Prep)     |
| 5    | 152   | William Dufour        | Ailier droit   | Canada      | Voltigeurs de Drummondville (LHJMQ) |
| 6    | 183   | Matias Rajaniemi      | Défenseur      | Finlande    | Pelicans Lahti (SM-liiga)           |
| 7    | 214   | Henrik Tikkanen       | Gardien de but | Finlande    | HIFK Jr. (U20 SM-liiga)             |

Les Islanders ont également cédé deux de leurs choix d'origine :
- le 28e, un choix de premier tour aux Sénateurs d'Ottawa le 24 février 2020 en compagnie d'un choix de deuxième tour en 2020 (59e au total) et d’un choix de troisième tour en 2022, en retour de Jean-Gabriel Pageau[32].
- le 59e, un choix de deuxième tour aux Sénateurs d'Ottawa le 24 février 2020 en compagnie d'un choix de première tour en 2020 (28e au total) et d’un choix de troisième tour en 2022, en retour de Jean-Gabriel Pageau[32].

## Composition de l'équipe
L'équipe 2020-2021 des Islanders est entraînée au départ par Barry Trotz, assisté de Piero Greco, John Gruden, Jim Hiller et Lane Lambert ; le directeur général de la franchise est Louis Lamoriello.
Les joueurs utilisés depuis le début de la saison sont inscrits dans le tableau ci-dessous. Les buts des séances de tir de fusillade ne sont pas comptés dans ces statistiques. Certains des joueurs ont également joué des matchs avec l'équipe associée aux Islanders : les Islanders de Bridgeport, franchise de la Ligue américaine de hockey.
En raison de la pandémie, la ligue met en place un encadrement élargis appelé Taxi-squad. Il s'agit de joueurs se tenant à disposition avec l'équipe prêt à remplacer un joueur qui serait tester positif à la COVID-19. Onze parmi eux n'ont disputé aucune rencontre avec les Islanders, il s'agit de Ken Appleby, de Cole Bardreau, de Samuel Bolduc, d’Anatoli Golyshev, de Simon Holmström, de Grant Hutton, d’Otto Koivula, d’Andrew Ladd, de Robin Salo, de Jakub Škarek et de Bode Wilde.
| No | Nationalité | Joueur          | PJ | V  | D  | DP | Min   | BC | BL | Moy  | %Arr | A | Pun | Commentaire |
| -- | ----------- | --------------- | -- | -- | -- | -- | ----- | -- | -- | ---- | ---- | - | --- | ----------- |
| 30 | Russie      | Ilia Sorokine   | 22 | 13 | 6  | 3  | 1 272 | 46 | 3  | 2,17 | 91,8 | 0 | 0   |             |
| 40 | Russie      | Semion Varlamov | 36 | 19 | 11 | 4  | 2 117 | 72 | 7  | 2,04 | 92,9 | 1 | 2   |             |

| No | Nationalité | Joueur         | PJ | B | A  | Pts | Pun | Commentaire                                      |
| -- | ----------- | -------------- | -- | - | -- | --- | --- | ------------------------------------------------ |
| 2  | États-Unis  | Nick Leddy     | 56 | 2 | 29 | 31  | 8   |                                                  |
| 3  | Canada      | Adam Pelech    | 56 | 4 | 10 | 14  | 18  |                                                  |
| 4  | États-Unis  | Andy Greene    | 55 | 1 | 4  | 5   | 6   |                                                  |
| 6  | Canada      | Ryan Pulock    | 56 | 2 | 15 | 17  | 8   |                                                  |
| 8  | Canada      | Noah Dobson    | 46 | 3 | 11 | 14  | 8   |                                                  |
| 24 | États-Unis  | Scott Mayfield | 56 | 2 | 13 | 15  | 38  |                                                  |
| 25 | Suède       | Sebastian Aho  | 3  | 1 | 1  | 2   | 2   |                                                  |
| 34 | Canada      | Thomas Hickey  | 5  | 0 | 2  | 2   | 0   |                                                  |
| 45 | Canada      | Braydon Coburn | 3  | 0 | 0  | 0   | 4   | A commencé la saison avec les Sénateurs d'Ottawa |

| No | Nationalité | Joueur              | Poste | PJ | B  | A  | Pts | Pun | Commentaire                                        |
| -- | ----------- | ------------------- | ----- | -- | -- | -- | --- | --- | -------------------------------------------------- |
| 7  | Canada      | Jordan Eberle       | AD    | 55 | 16 | 17 | 33  | 16  |                                                    |
| 11 | États-Unis  | Austin Czarnik      | C     | 4  | 0  | 0  | 0   | 0   |                                                    |
| 12 | Canada      | Joshua Bailey       | AD    | 54 | 8  | 27 | 35  | 4   | assistant capitaine                                |
| 13 | Canada      | Mathew Barzal       | C     | 55 | 17 | 28 | 45  | 48  |                                                    |
| 14 | Canada      | Travis Zajac        | C     | 13 | 1  | 1  | 2   | 0   | A commencé la saison avec les Devils du New Jersey |
| 15 | Canada      | Cal Clutterbuck     | AD    | 50 | 4  | 7  | 11  | 10  | assistant capitaine                                |
| 17 | Canada      | Matt Martin         | AG    | 54 | 6  | 5  | 11  | 36  |                                                    |
| 18 | Canada      | Anthony Beauvillier | AG    | 47 | 15 | 13 | 28  | 12  |                                                    |
| 20 | États-Unis  | Kieffer Bellows     | AG    | 14 | 3  | 0  | 3   | 4   |                                                    |
| 21 | États-Unis  | Kyle Palmieri       | AD    | 17 | 2  | 2  | 4   | 2   | A commencé la saison avec les Devils du New Jersey |
| 26 | États-Unis  | Oliver Wahlstrom    | AD    | 44 | 12 | 9  | 21  | 21  |                                                    |
| 27 | États-Unis  | Anders Lee          | AG    | 27 | 12 | 7  | 19  | 12  | capitaine de l'équipe                              |
| 28 | Canada      | Michael Dal Colle   | AG    | 26 | 1  | 3  | 4   | 4   |                                                    |
| 29 | États-Unis  | Brock Nelson        | C     | 56 | 18 | 15 | 33  | 14  | assistant capitaine                                |
| 32 | Canada      | Ross Johnston       | AG    | 12 | 0  | 1  | 1   | 35  |                                                    |
| 41 | Ukraine     | Dmytro Timashov     | AG    | 1  | 0  | 0  | 0   | 0   |                                                    |
| 44 | Canada      | Jean-Gabriel Pageau | C     | 54 | 14 | 14 | 28  | 10  |                                                    |
| 47 | Estonie     | Leo Komarov         | AD    | 33 | 1  | 7  | 8   | 15  |                                                    |
| 53 | Canada      | Casey Cizikas       | C     | 56 | 7  | 7  | 14  | 27  |                                                    |

## Saison régulière

### Match après match
Cette section présente les résultats de la saison régulière qui s'est déroulée du 13 janvier au 12 mai. Le calendrier de cette dernière est annoncé par la ligue le 23 décembre 2020.
Nota : les résultats sont indiqués dans la boîte déroulante ci-dessous afin de ne pas surcharger l'affichage de la page. La colonne « Fiche » indique à chaque match le parcours de l'équipe au niveau des victoires, défaites et défaites en prolongation ou lors de la séance de tir de fusillade (dans l'ordre). La colonne « Pts » indique les points récoltés par l'équipe au cours de la saison. Une victoire rapporte deux points et une défaite en prolongation, un seul.
| No | Date       | Adversaire | Lieu         | Score    | Buteur(s) des Hurricanes | Fiche   | Pts | Gardien de but | Patinoire                         | Résumé     |
| -- | ---------- | ---------- | ------------ | -------- | --- | ------- | --- | -------------- | --------------------------------- | ---------- |
| 1  | 14 janvier | Rangers    | New York     | 4-0      | Nelson (Beauvillier - Leddy) Lee (Leddy) Barzal (Clutterbuck) Lee (Eberle - Dobson)                                                                                                 | 1-0-0   | 2   | Varlamov       | Madison Square Garden             | [ fdm 1 ]  |
| 2  | 16 janvier | Rangers    | New York     | 0-5      | | 1-1-0   | 2   | Sorokin        | Madison Square Garden             | [ fdm 2 ]  |
| 3  | 18 février | Bruins     | Uniondale    | 0-1      | Pageau (Pelech - Pulock) | 2-1-0   | 4   | Varlamov       | Nassau Veterans Memorial Coliseum | [ fdm 3 ]  |
| 4  | 21 janvier | Devils     | Uniondale    | 1-4      | Barzal (Bailey - Dobson) Eberle (Lee - Barzal) Eberle (Dobson - Barzal) Nelson (Leddy - Pageau)                                                                                     | 3-1-0   | 6   | Varlamov       | Nassau Veterans Memorial Coliseum | [ fdm 4 ]  |
| 5  | 24 janvier | Devils     | Newark       | 0-2      | | 3-2-0   | 6   | Sorokin        | Prudential Center                 | [ fdm 5 ]  |
| 6  | 26 janvier | Capitals   | Washington   | 2-3      | Dobson (Barzal - Eberle) Barzal | 3-3-0   | 6   | Varlamov       | Capital One Arena                 | [ fdm 6 ]  |
| 7  | 28 janvier | Capitals   | Washington   | 3-6      | Wahlstrom (Pageau) Cizikas (Clutterbuck) Lee (Barzal - Dobson) | 3-4-0   | 6   | Varlamov       | Capital One Arena                 | [ fdm 7 ]  |
| 8  | 30 janvier | Flyers     | Philadelphie | 2-3 (P)  | Eberle (Pelech - Nelson) Mayfield (Leddy - Barzal) | 3-4-1   | 7   | Varlamov       | Wells Fargo Center                | [ fdm 8 ]  |
| 9  | 31 janvier | Flyers     | Philadelphie | 3-4 (P)  | Leddy (Bailey - Pageau) Bailey (Pulock - Barzal) Barzal (Lee) | 3-4-2   | 8   | Sorokin        | Wells Fargo Center                | [ fdm 9 ]  |
| 10 | 06 février | Penguins   | Uniondale    | 3-4      | Eberle (Dal Colle - Dobson) Eberle (Nelson - Dal Colle) Clutterbuck (Cizikas - Martin) Lee (Pulock - Barzal)                                                                        | 4-4-2   | 10  | Varlamov       | Nassau Veterans Memorial Coliseum | [ fdm 10 ] |
| 11 | 08 février | Rangers    | New York     | 2-0      | Cizikas (Martin - Pelech) Martin (Clutterbuck - Barzal) | 5-4-2   | 12  | Varlamov       | Madison Square Garden             | [ fdm 11 ] |
| 12 | 11 février | Penguins   | Uniondale    | 4-3 (TF) | Cizikas (Clutterbuck - Pulock) · Pageau (Leddy - Bailey) · Barzal · TF : Eberle - Barzal - Bailey                                                                                   | 5-4-3   | 13  | Varlamov       | Nassau Veterans Memorial Coliseum | [ fdm 12 ] |
| 13 | 13 février | Bruins     | Uniondale    | 2-4      | Pageau (Pulock - Komarov) Eberle (Nelson - Mayfield) Barzal (Lee - Eberle) Pageau (Komarov)                                                                                         | 6-4-3   | 15  | Varlamov       | Nassau Veterans Memorial Coliseum | [ fdm 13 ] |
| 14 | 15 février | Sabres     | Buffalo      | 3-1      | Lee (Bailey - Barzal) Pageau (Leddy - Mayfield) Nelson (Bailey - Wahlstrom) | 7-4-3   | 17  | Varlamov       | KeyBank Center                    | [ fdm 14 ] |
| 15 | 16 février | Sabres     | Buffalo      | 3-0      | Lee (Dobson - Bailey) Pageau (Pulock - Leddy) Lee (Bailey - Pageau) | 8-4-3   | 19  | Sorokin        | KeyBank Center                    | [ fdm 15 ] |
| 16 | 18 février | Penguins   | Pittsburgh   | 1-4      | Nelson (Bailey - Leddy) | 8-5-3   | 19  | Varlamov       | PPG Paints Arena                  | [ fdm 16 ] |
| 17 | 20 février | Penguins   | Pittsburgh   | 2-3      | Eberle (Beauvillier) Nelson (Mayfield) | 8-6-3   | 19  | Varlamov       | PPG Paints Arena                  | [ fdm 17 ] |
| 18 | 22 février | Sabres     | Uniondale    | 2-3      | Lee (Eberle - Pulock) Martin (Greene - Cizikas) Pageau (Wahlstrom - Leddy) | 9-6-3   | 21  | Varlamov       | Nassau Veterans Memorial Coliseum | [ fdm 18 ] |
| 19 | 25 février | Bruins     | Uniondale    | 2-7      | Pelech Barzal (Leddy - Varlamov) Beauvillier Eberle (Barzal - Lee) Pageau (Pelech) Lee (Dobson - Leddy) Wahlstrom (Pulock - Cizikas)                                                | 10-6-3  | 23  | Varlamov       | Nassau Veterans Memorial Coliseum | [ fdm 19 ] |
| 20 | 27 février | Penguins   | Uniondale    | 4-3 (P)  | Nelson (Wahlstrom - Leddy) Barzal (Lee - Mayfield) Bailey (Beauvillier - Nelson) | 10-6-4  | 24  | Varlamov       | Nassau Veterans Memorial Coliseum | [ fdm 20 ] |
| 21 | 28 février | Penguins   | Uniondale    | 0-2      | Wahlstrom (Leddy - Bailey) Pageau (Bailey - Wahlstrom) | 11-6-4  | 26  | Sorokin        | Nassau Veterans Memorial Coliseum | [ fdm 21 ] |
| 22 | 02 mars    | Devils     | Newark       | 2-1      | Wahlstrom (Pageau - Leddy) Lee (Greene - Barzal) | 12-6-4  | 28  | Varlamov       | Prudential Center                 | [ fdm 22 ] |
| 23 | 04 mars    | Sabres     | Uniondale    | 2-5      | Dobson (Eberle - Barzal) Martin (Cizikas - Clutterbuck) Beauvillier (Nelson - Bailey) Eberle (Lee) Martin (Cizikas)                                                                 | 13-6-4  | 30  | Sorokin        | Nassau Veterans Memorial Coliseum | [ fdm 23 ] |
| 24 | 06 mars    | Sabres     | Uniondale    | 2-5      | Barzal (Eberle - Mayfield) Nelson (Beauvillier - Pulock) Clutterbuck (Martin - Pelech) Mayfield (Cizikas - Pageau) Lee (Dobson - Barzal)                                            | 14-6-4  | 32  | Varlamov       | Nassau Veterans Memorial Coliseum | [ fdm 24 ] |
| 25 | 07 mars    | Sabres     | Uniondale    | 2-5      | Lee (Eberle - Dobson) Nelson (Wahlstrom - Leddy) Cizikas (Pageau - Pelech) Clutterbuck (Martin) Nelson (Pulock)                                                                     | 15-6-4  | 34  | Sorokin        | Nassau Veterans Memorial Coliseum | [ fdm 25 ] |
| 26 | 09 mars    | Bruins     | Uniondale    | 1-2 (TF) | Nelson (Pageau - Barzal) · TF : Eberle - Barzal - Beauvillier | 16-6-4  | 36  | Varlamov       | Nassau Veterans Memorial Coliseum | [ fdm 26 ] |
| 27 | 11 mars    | Devils     | Uniondale    | 3-5      | Martin (Mayfield - Leddy) Pelech (Pulock - Lee) Dobson Bailey (Cizikas) Nelson (Pulock)                                                                                             | 17-6-4  | 38  | Sorokin        | Nassau Veterans Memorial Coliseum | [ fdm 27 ] |
| 28 | 13 mars    | Devils     | Newark       | 3-2      | Wahlstrom Bellows (Barzal - Eberle) Bellows (Eberle) | 18-6-4  | 40  | Varlamov       | Prudential Center                 | [ fdm 28 ] |
| 29 | 14 mars    | Devils     | Newark       | 3-2 (TF) | Bellows (Aho - Eberle) · Nelson (Leddy - Bailey) · TF : Eberle - Barzal - Beauvillier - Wahlstrom                                                                                   | 19-6-4  | 42  | Sorokin        | Prudential Center                 | [ fdm 29 ] |
| 30 | 16 mars    | Capitals   | Washington   | 1-3      | Wahlstrom | 19-7-4  | 42  | Varlamov       | Capital One Arena                 | [ fdm 30 ] |
| 31 | 18 mars    | Flyers     | Uniondale    | 4-3      | Dal Colle (Leddy - Bailey) Aho (Leddy - Dal Colle) Wahlstrom (Leddy - Pelech) | 19-8-4  | 42  | Varlamov       | Nassau Veterans Memorial Coliseum | [ fdm 31 ] |
| 32 | 20 mars    | Flyers     | Uniondale    | 1-6      | Pageau (Wahlstrom - Bailey) Eberle (Barzal - Hickey) Cizikas Cizikas (Hickey - Wahlstrom) Beauvillier (Nelson) Bailey                                                               | 20-8-4  | 44  | Sorokin        | Nassau Veterans Memorial Coliseum | [ fdm 32 ] |
| 33 | 22 mars    | Flyers     | Philadelphie | 2-1 (P)  | Wahlstrom (Pelech - Pageau) Beauvillier (Pageau) | 21-8-4  | 46  | Sorokin        | Wells Fargo Center                | [ fdm 33 ] |
| 34 | 25 mars    | Bruins     | Boston       | 4-3 (P)  | Pageau (Mayfield - Komarov) Bailey (Nelson - Leddy) Wahlstrom (Pageau - Beauvillier) Beauvillier (Leddy - Pageau)                                                                   | 22-8-4  | 48  | Varlamov       | TD Garden                         | [ fdm 34 ] |
| 35 | 27 mars    | Penguins   | Pittsburgh   | 3-6      | Barzal (Mayfield) Beauvillier (Barzal - Leddy) Eberle (Nelson - Bailey) | 22-9-4  | 48  | Sorokin        | PPG Paints Arena                  | [ fdm 35 ] |
| 36 | 29 mars    | Penguins   | Pittsburgh   | 1-2      | Martin (Barzal - Leddy) | 22-10-4 | 48  | Varlamov       | PPG Paints Arena                  | [ fdm 36 ] |
| 37 | 01 avril   | Capitals   | Uniondale    | 4-8      | Eberle (Komarov - Barzal) Barzal Nelson (Bailey) Barzal (Eberle - Mayfield) Cizikas (Clutterbuck) Eberle (Barzal - Greene) Bailey (Nelson - Beauvillier) Barzal (Bailey - Mayfield) | 23-10-4 | 50  | Varlamov       | Nassau Veterans Memorial Coliseum | [ fdm 37 ] |
| 38 | 03 avril   | Flyers     | Uniondale    | 2-3      | Beauvillier (Martin - Eberle) · Beauvillier (Barzal) · TF : Beauvillier - Wahlstrom - Barzal - Eberle                                                                               | 24-10-4 | 52  | Sorokin        | Nassau Veterans Memorial Coliseum | [ fdm 38 ] |
| 39 | 06 avril   | Capitals   | Uniondale    | 0-1      | Nelson (Bailey - Pulock) | 25-10-4 | 54  | Varlamov       | Nassau Veterans Memorial Coliseum | [ fdm 39 ] |
| 40 | 08 avril   | Flyers     | Uniondale    | 2-3      | Nelson (Pulock - Beauvillier) · Eberle (Komarov) · TF : Eberle - Beauvillier - Barzal - Bailey - Nelson                                                                             | 26-10-4 | 56  | Sorokin        | Nassau Veterans Memorial Coliseum | [ fdm 40 ] |
| 41 | 09 avril   | Rangers    | Uniondale    | 4-1      | Greene (Barzal) | 26-11-4 | 56  | Varlamov       | Nassau Veterans Memorial Coliseum | [ fdm 41 ] |
| 42 | 11 avril   | Rangers    | Uniondale    | 2-3 (P)  | Palmieri (Nelson - Bailey) Pageau (Eberle - Barzal) Pulock (Barzal) | 27-11-4 | 58  | Sorokin        | Nassau Veterans Memorial Coliseum | [ fdm 42 ] |
| 43 | 15 avril   | Bruins     | Boston       | 1-4      | Zajac (Barzal - Eberle) | 27-12-4 | 58  | Varlamov       | TD Garden                         | [ fdm 43 ] |
| 44 | 16 avril   | Bruins     | Boston       | 0-3      | | 27-13-4 | 58  | Sorokin        | TD Garden                         | [ fdm 44 ] |
| 45 | 18 avril   | Flyers     | Philadelphie | 1-0 (P)  | Leddy (Pageau - Eberle) | 28-13-4 | 60  | Sorokin        | Wells Fargo Center                | [ fdm 45 ] |
| 46 | 20 avril   | Rangers    | Uniondale    | 1-6      | Bailey (Pageau - Beauvillier) Nelson (Leddy - Palmieri) Beauvillier (Dobson - Eberle) Pageau (Beauvillier - Bailey) Bailey (Beauvillier - Greene) Eberle (Zajac)                    | 29-13-4 | 62  | Varlamov       | Nassau Veterans Memorial Coliseum | [ fdm 46 ] |
| 47 | 22 avril   | Capitals   | Uniondale    | 1-0 (TF) | TF : Eberle - Beauvillier - Nelson | 29-13-5 | 63  | Varlamov       | Nassau Veterans Memorial Coliseum | [ fdm 47 ] |
| 48 | 24 avril   | Capitals   | Uniondale    | 6-3      | Beauvillier Pelech (Pulock - Lee) Pageau (Dobson - Barzal) | 29-14-5 | 63  | Sorokin        | Nassau Veterans Memorial Coliseum | [ fdm 48 ] |
| 49 | 27 avril   | Capitals   | Washington   | 0-1      | | 29-15-5 | 63  | Sorokin        | Capital One Arena                 | [ fdm 49 ] |
| 50 | 29 avril   | Rangers    | New York     | 4-0      | Komarov (Eberle - Leddy) Wahlstrom (Nelson - Bailey) Beauvillier (Mayfield - Nelson) Barzal (Mayfield)                                                                              | 30-15-5 | 65  | Varlamov       | Madison Square Garden             | [ fdm 50 ] |
| 51 | 01 mai     | Rangers    | Uniondale    | 0-3      | Beauvillier (Bailey - Leddy) Barzal (Bailey) Beauvillier (Nelson - Bailey) | 31-15-5 | 67  | Varlamov       | Nassau Veterans Memorial Coliseum | [ fdm 51 ] |
| 52 | 03 mai     | Sabres     | Uniondale    | 2-4      | Pelech (Bailey - Beauvillier) Wahlstrom (Pelech - Palmieri) | 31-16-5 | 67  | Varlamov       | Nassau Veterans Memorial Coliseum | [ fdm 52 ] |
| 53 | 04 mai     | Sabres     | Uniondale    | 3-4 (TF) | Beauvillier (Bailey - Nelson) · Pulock (Clutterbuck - Johnston) · Clutterbuck · TF : Eberle - Beauvillier                                                                           | 31-16-6 | 68  | Sorokin        | Nassau Veterans Memorial Coliseum | [ fdm 53 ] |
| 54 | 06 mai     | Devils     | Uniondale    | 2-1      | Beauvillier (Mayfield - Nelson) | 31-17-6 | 68  | Varlamov       | Nassau Veterans Memorial Coliseum | [ fdm 54 ] |
| 55 | 08 mai     | Devils     | Uniondale    | 1-5      | Eberle (Barzal - Komarov) Nelson (Wahlstrom - Leddy) Nelson (Bailey - Beauvillier) Palmieri (Wahlstrom - Pelech) Barzal (Komarov)                                                   | 32-17-6 | 70  | Sorokin        | Nassau Veterans Memorial Coliseum | [ fdm 55 ] |
| 56 | 10 mai     | Bruins     | Boston       | 2-3 (P)  | Wahlstrom (Barzal - Leddy) Barzal (Pulock - Beauvillier) | 32-17-7 | 71  | Sorokin        | TD Garden                         | [ fdm 56 ] |

### Classement de l'équipe
L'équipe des Islanders finit à la quatrième place de la division Est Mutual et se qualifient pour les Séries éliminatoires, Les Penguins de Pittsburgh sont sacrés champions de la division. Au niveau de la Ligue nationale de hockey, cela les place à la douzième place, les premiers étant l'Avalanche du Colorado avec huitante-deux points.
| Clt   | Équipe                 | PJ | V  | D  | DP | BP  | BC  | Pts |
| ----- | ---------------------- | -- | -- | -- | -- | --- | --- | --- |
| +001, | Penguins de Pittsburgh | 56 | 37 | 16 | 3  | 196 | 156 | 77  |
| +002, | Capitals de Washington | 56 | 36 | 15 | 5  | 191 | 163 | 77  |
| +003, | Bruins de Boston       | 56 | 33 | 16 | 7  | 168 | 136 | 73  |
| +004, | Islanders de New York  | 56 | 32 | 17 | 7  | 156 | 128 | 71  |
| +005, | Rangers de New York    | 56 | 27 | 23 | 6  | 177 | 157 | 60  |
| +006, | Flyers de Philadelphie | 56 | 25 | 23 | 8  | 163 | 201 | 58  |
| +007, | Devils du New Jersey   | 56 | 19 | 30 | 7  | 145 | 194 | 45  |
| +008, | Sabres de Buffalo      | 56 | 15 | 34 | 7  | 138 | 199 | 37  |

- Vainqueur de division
- Équipe qualifiée pour les séries

Avec cent-cinquante-six buts inscrits, les Islanders possèdent la vingtième attaque de la ligue, les meilleures étant l'Avalanche du Colorado avec cent-nonante-sept buts comptabilisés et les moins performants étant les Ducks d'Anaheim avec cent-vingt-six buts. Au niveau défensif, les Islanders accordent cent-vingt-huit buts, soit une deuxième place pour la ligue, les Golden Knights de Vegas est l'équipe qui a concédé le moins de buts (cent-vingt-quatre) alors qu'au contraire, les Flyers de Philadelphie en accordent deux-cent-un buts.

### Meneurs de la saison
Brock Nelson est le joueur des Islanders qui a inscrit le plus de buts (dix-huit), le classant à la 50e position au niveau de la ligue. Ce classement est remporté par Auston Matthews des Maple Leafs de Toronto avec quarante et une réalisations.
Le joueur comptabilisant le plus d'aides chez les Islanders est Nick Leddy avec vingt-neuf, ce qui le classe au 42e rang au niveau de la ligue. le meilleur étant Connor McDavid des Oilers d'Edmonton avec septante et une passes comptabilisées.
Matthew Barzal, obtenant un total de quarante-cinq points est le joueur des Islanders le mieux placé au classement par point, terminant à la 46e place au niveau de la ligue. Connor McDavid en comptabilise cent-quatre pour remporter ce classement.
Au niveau des défenseurs, Nick Leddy est le défenseur le plus prolifique de la saison avec un total de trente et un points, terminant à la 22e place au niveau de la ligue. Tyson Barrie des Oilers d'Edmonton est le défenseur comptabilisant le plus de points avec un total de quarante-huit.
Concernant les Gardien, Semyon Varlamov accorde septante-deux buts en deux-mille-cent-deix-sept minutes, pour un pourcentage d’arrêt de nonante-deux, neuf et Ilya Sorokin accorde quarante-six buts en mille-deux-cent-septante-deux minutes, pour un pourcentage d'arrêt de nonante et un, huit. Jack Campbell est le gardien ayant accordé le moins de buts (quarante-trois) et Connor Hellebuyck le plus (cent-douze), Hellebuyck est également le gardien disputant le plus de minutes de jeu (deux-mille-six-cent-deux), Alexander Nedeljkovic est le gardien présentant le meilleur taux d’arrêts avec (nonante-trois, deux) et Carter Hart le pire (huitante-sept, sept.
À propos des recrues, Oliver Wahlstrom comptabilise vingt et un points, finissant à la 13e place au niveau de la ligue. Kirill Kaprizov du Wild du Minnesota est la recrue la plus prolifique avec un total de cinquante et un point.
Enfin, au niveau des pénalités, les Islanders ont totalisé trois-cent-septante minutes de pénalité dont quarante-huit minutes pour Matthew Barzal, ils sont la troisième équipe la plus disciplinée de la saison. Le joueur le plus pénalisé de la ligue est Tom Wilson des Capitals de Washington avec nonante-six minutes et l'équipe la plus pénalisée est le Lightning de Tampa Bay.

## Séries éliminatoires

### Déroulement des séries

#### Premier tour contre les Penguins
Les Penguins finissent la saison régulière avec 77 points le même total de points que les Capitals de Washington et également le même nombre de victoires au cours du temps de jeu réglementaire. Pour départager les équipes, les victoires, temps réglementaire et prolongation inclus, mais sans compter les victoires lors de la séance des tirs de fusillade ; Pittsburgh en comptant une de plus que Washington, ce sont les Penguins qui sont classés premiers de la division Est. Ils sont donc opposés à la quatrième équipe de la division Est, les Islanders de New York qui ont totalisé 71 points. La dernière fois que les deux équipes se sont rencontrées en séries, en 2019, les Islanders se sont imposés avec quatre victoires en autant de matchs. Au cours de cette saison, par contre, ce sont les Penguins qui ont dominé les Islanders avec six victoires en huit matchs.
Le premier match de la série, joué dans la patinoire des Penguins, le PPG Paints Arena, se solde par la victoire des Islanders après un peu plus de 76 minutes de jeu. En effet, les Islanders ouvrent le score à la huitième minute de jeu par Kyle Palmieri. Les locaux répliquent quatre minutes plus tard puis prennent les devants au début du deuxième tiers-temps par leur capitaine Sidney Crosby qui inscrit son 190e point en séries de la LNH. Il rejoint alors Brett Hull au septième rang de l’histoire de la ligue. La deuxième période se termine avec cette marque de 2-1 pour les Penguins mais Jean-Gabriel Pageau, sur un mauvais changement des lignes de Pittsburgh, permet aux Islanders de revenir à égalité en début de troisième tiers-temps. L'égalité demeure pendant la majorité de la période avec des arrêts des deux côtés de la patinoire par Tristan Jarry pour les locaux et Ilia Sorokine pour les visiteurs, qui joue son premier match en séries éliminatoires. À 5 minutes de la fin et à 30 secondes d'écart, chaque équipe inscrit un nouveau but et le temps réglementaire se finit sur le score de 3 buts partout. Palmieri donne la victoire aux Islanders après plus de 16 minutes de prolongation. Deux jours plus tard, les équipes se retrouvent pour le deuxième match et dès la troisième minute de la partie, Bryan Rust profite d'une mauvaise passe du défenseur Ryan Pulock vers Adam Pelech pour récupérer le palet dans l'axe puis tromper Semion Varlamov d'un lancer dans la lucarne. Les Penguins doublent la mise 10 minutes plus tard par Jeff Carter qui a rejoint l'équipe à la date limite des échanges. Un peu après la moitié de la rencontre, Josh Bailey permet aux Islanders de revenir dans la partie mais les joueurs de Pittsburgh parviennent à conserver l'avantage et remportent cette rencontre 2 à 1.
La suite de la série a lieu sur la glace des Islanders dans l'amphithéatre du Nassau Coliseum mais ce sont les visiteurs qui ouvrent le score dès la deuxième minute de jeu par un lancer de la ligne bleu de Kristopher Letang. Varlamov et Jarry arrêtent tous les lancers des deux équipes pendant cette période et il faut attendre un peu plus de la moitié de la rencontre pour voir un autre défenseur marquer un but ; c'est cette fois Scott Mayfield des Islanders qui permet aux siens de revenir au score. Quelques minutes plus tard, Carter puis Zucker permettent aux Penguins de mener 3 à 1 à la fin du deuxième tiers-temps. Les locaux reviennent dans le match avec un but à la 43e minute de Cal Clutterbuck. Deux minutes plus tard, une bagarre générale éclate sur la glace entre les 10 joueurs de champs présents et ils sont tous pénalisés. Avant de partir en pénalité, Jake Guentzel reçoit une deuxième pénalité pour un coup de crosse contre Palmieri ce qui laisse un avantage numérique aux Islanders. Ces derniers en profitent en concrétisant leur jeu de puissance en une vingtaine de secondes par Anthony Beauvillier. Deux minutes plus tard c'est au tour des Penguins de profiter d'une supériorité numérique avec un nouveau but de Carter. Clutterbuck trompe une deuxième fois Jarry pour remettre les deux équipes à égalité à la 54e minute mais ce sont finalement les Penguins qui s'imposent grâce à un dernier but inscrit par un joueur du dernier trio, Brandon Tanev. Pour la quatrième date de la série, Sorokine est de retour devant les filets des Islanders et il faut attendre la 57e minute du match pour le voir laisser passer derrière lui le premier et unique but des Penguins de la rencontre. Il arrête ainsi 29 des lancers qu'il reçoit alors que, pendant ce temps, les joueurs des Islanders ont développé un jeu propre et posé, avec seulement deux pénalités au cours de la rencontre, et ont battu à quatre reprises Jarry dont deux buts en supériorité numérique. À la fin du temps réglementaire, les Islanders s'imposent 4 buts à 1 et, virtuellement, une nouvelle série débute pour les deux équipes, une série au meilleur des trois rencontres.
| 16 mai 2021 | Pittsburgh | 3-4 (pr) (1-1, 1-0, 1-2, 0-1) | New York | PPG Paints Arena 4 672 spectateurs |

| Feuille de match | Feuille de match                                                                                                  | Feuille de match            | Feuille de match | Feuille de match                                                                |
| ---------------- | --- | --------------------------- | --- | ------------------------------------------------------------------------------- |
|                  | Gaudreau (Rodrigues) — 11 min 10 s Crosby (Dumoulin, Guentzel) — 23 min 47 s Kapanen (Carter, Ceci) — 56 min 21 s | 0-1 1-1 2-1 2-2 2-3 3-3 3-4 | Palmieri (Pageau, Dobson) — 7 min 58 s Pageau (Mayfield) — 43 min 33 s Nelson (Beauvillier, Pulock) — 55 min 50 s Palmieri (Pageau, Wahlstrom) — 76 min 30 s | Arbitrage : Brian Pochmara et Steve Kozari Matt MacPherson et Brandon Gawryletz |
| Jarry            | Gardiens | Sorokine                    | | Arbitrage : Brian Pochmara et Steve Kozari Matt MacPherson et Brandon Gawryletz |
| 4 min            | Pénalités | 6 min                       | | Arbitrage : Brian Pochmara et Steve Kozari Matt MacPherson et Brandon Gawryletz |
| 42               | Tirs | 41                          | | Arbitrage : Brian Pochmara et Steve Kozari Matt MacPherson et Brandon Gawryletz |

| 18 mai 2021 | Pittsburgh | 2-1 (2-0, 0-1, 0-0) | New York | PPG Paints Arena 9 344 spectateurs |

| Feuille de match | Feuille de match                                        | Feuille de match | Feuille de match                        | Feuille de match                                                      |
| ---------------- | ------------------------------------------------------- | ---------------- | --------------------------------------- | --------------------------------------------------------------------- |
|                  | Rust — 3 min 22 s Carter (McCann, Kapanen) — 13 min 7 s | 1-0 2-0 2-1      | Bailey (Nelson, Mayfield) — 34 min 44 s | Arbitrage : TJ Luxmore, Gord Dwyer Matt MacPherson, Brandon Gawryletz |
| Jarry            | Gardiens                                                | Varlamov         |                                         | Arbitrage : TJ Luxmore, Gord Dwyer Matt MacPherson, Brandon Gawryletz |
| 6 min            | Pénalités                                               | 8 min            |                                         | Arbitrage : TJ Luxmore, Gord Dwyer Matt MacPherson, Brandon Gawryletz |
| 45               | Tirs                                                    | 38               |                                         | Arbitrage : TJ Luxmore, Gord Dwyer Matt MacPherson, Brandon Gawryletz |

| 20 mai 2021 | New York | 4-5 (0-1, 1-2, 3-2) | Pittsburgh | Nassau Coliseum 6 800 spectateurs |

| Feuille de match | Feuille de match | Feuille de match                    | Feuille de match | Feuille de match                                                     |
| ---------------- | --- | ----------------------------------- | --- | -------------------------------------------------------------------- |
|                  | Mayfield (Barzal, Eberle) — 31 min 3 s Clutterbuck (Cizikas, Mayfield) — 43 min 46 s Beauvillier (Barzal, Dobson) — 45 min 54 s (SN) Clutterbuck (Mayfield) — 54 min 17 s | 0-1 1-1 1-2 1-3 2-3 3-3 3-4 4-4 4-5 | Letang — 2 min 1 s Carter (Gaudreau, Pettersson) — 33 min 33 s Zucker (Malkine, Letang) — 38 min 3 s Carter (Malkine) — 47 min (SN) Tanev (Letang, Aston-Reese) — 56 min 24 s | Arbitrage : Garrett Rank, Kelly Sutherland Jonny Murray, Bevan Mills |
| Varlamov         | Gardiens | Jarry                               | | Arbitrage : Garrett Rank, Kelly Sutherland Jonny Murray, Bevan Mills |
| 16 min           | Pénalités | 20 min                              | | Arbitrage : Garrett Rank, Kelly Sutherland Jonny Murray, Bevan Mills |
| 30               | Tirs | 27                                  | | Arbitrage : Garrett Rank, Kelly Sutherland Jonny Murray, Bevan Mills |

| 22 mai 2021 | New York | 4-1 (0-0, 2-0, 2-1) | Pittsburgh | Nassau Coliseum 6 800 spectateurs |

| Feuille de match | Feuille de match | Feuille de match    | Feuille de match                                    | Feuille de match                                                   |
| ---------------- | --- | ------------------- | --------------------------------------------------- | ------------------------------------------------------------------ |
|                  | Bailey (Nelson, Beauvillier) — 28 min 7 s Pulock (Wahlstrom, Leddy) — 34 min 51 s Wahlstrom — 46 min 4 s (SN) Eberle (Barzal, Pageau) — 46 min 28 s (SN) | 1-0 2-0 3-0 4-0 4-1 | Aston-Reese (Dumoulin, Gaudreau) — 57 min 25 s (IN) | Arbitrage : Steve Kozari, Brian Pochmara Jonny Murray, Bevan Mills |
| Sorokine         | Gardiens | Jarry               |                                                     | Arbitrage : Steve Kozari, Brian Pochmara Jonny Murray, Bevan Mills |
| 4 min            | Pénalités | 12 min              |                                                     | Arbitrage : Steve Kozari, Brian Pochmara Jonny Murray, Bevan Mills |
| 26               | Tirs | 30                  |                                                     | Arbitrage : Steve Kozari, Brian Pochmara Jonny Murray, Bevan Mills |

| 24 mai 2021 | Pittsburgh | 2-3 (2 pr) (1-1, 1-0, 0-1, 0-0, 0-1) | New York | PPG Paints Arena 9 344 spectateurs |

| Feuille de match | Feuille de match                                                             | Feuille de match    | Feuille de match                                                                                     | Feuille de match                                                       |
| ---------------- | ---------------------------------------------------------------------------- | ------------------- | --- | ---------------------------------------------------------------------- |
|                  | Malkine (Letang, Rust) — 8 min 20 s (SN) Rust (Crosby, Letang) — 27 min 37 s | 1-0 1-1 2-1 2-2 2-3 | Beauvillier (Bailey, Leddy) — 19 min 5 s Eberle (Komarov, Pegeau) — 48 min 50 s Bailey — 80 min 51 s | Arbitrage : Dan O'Rourke et Kyle Rehman Ryan Gibbons et Libor Suchanek |
| Jarry            | Gardiens                                                                     | Sorokine            | | Arbitrage : Dan O'Rourke et Kyle Rehman Ryan Gibbons et Libor Suchanek |
| 4 min            | Pénalités                                                                    | 4 min               | | Arbitrage : Dan O'Rourke et Kyle Rehman Ryan Gibbons et Libor Suchanek |
| 50               | Tirs                                                                         | 28                  | | Arbitrage : Dan O'Rourke et Kyle Rehman Ryan Gibbons et Libor Suchanek |

| 26 mai 2021 | New York | 5-3 (2-2, 3-1, 0-0) | Pittsburgh | Nassau Coliseum 9 000 spectateurs |

| Feuille de match | Feuille de match | Feuille de match                | Feuille de match | Feuille de match                                                   |
| ---------------- | --- | ------------------------------- | --- | ------------------------------------------------------------------ |
|                  | Beauvillier (Nelson, Bailey) — 5 min 16 s Palmieri (Pageau) — 12 min 25 s Nelson (Bailey, Beauvillier) — 28 min 35 s Pulock (Pageau, Zajac) — 28 min 48 s Nelson (Beauvillier) — 31 min 34 s | 0-1 1-1 1-2 2-2 2-3 3-3 4-3 5-3 | Carter (Kapanen, Zucker) — 1 min 27 s Guentzel (Letang, Malkine) — 11 min 12 s (SN) Zucker (Ceci, Malkine) — 21 min 53 s | Arbitrage : Francois StLaurent, Chris Lee Devin Berg, Vaughan Rody |
| Sorokine         | Gardiens | Jarry                           | | Arbitrage : Francois StLaurent, Chris Lee Devin Berg, Vaughan Rody |
| 4 min            | Pénalités | 4 min                           | | Arbitrage : Francois StLaurent, Chris Lee Devin Berg, Vaughan Rody |
| 24               | Tirs | 37                              | | Arbitrage : Francois StLaurent, Chris Lee Devin Berg, Vaughan Rody |

- Cet article est partiellement ou en totalité issu de l'article intitulé « Séries éliminatoires de la Coupe Stanley 2021 » (voir la liste des auteurs).

#### Deuxième tour contre les Bruins
Lors du premier tour de la division Est, les deux équipes les moins bien classées ont éliminé les deux premières formations. Cette série voit dopnc l'opposition entre les Bruins de Boston, vainqueurs en 5 matchs des Capitals, et les Islanders de New York qui ont battu en six matchs les joueurs de Pittsburgh. C'est la troisième fois que les deux équipes se rencontrent en séries, la dernière confrontation datant de 1983 et les deux séries précédentes ayant tourné à l'avantage des joueurs de Long Island. De même au cours de la saison régulière, les Islanders l'ont emporté 5 fois sur les Bruins.
| 29 mai | Boston | 5-2 (1-1, 1-1, 3-0) | New York | TD Garden 17 400 spectateurs |

| Feuille de match | Feuille de match | Feuille de match            | Feuille de match                                                                       | Feuille de match                                                            |
| ---------------- | --- | --------------------------- | -------------------------------------------------------------------------------------- | --------------------------------------------------------------------------- |
|                  | Pastrňák (Krejčí, Bergeron) — 19 min 36 s (SN) Pastrňák (Bergeron, Marchand) — 31 min 8 s McAvoy (Krejčí) — 46 min 20 s Pastrňák — 55 min 50 s Hall (Krejčí, Reilly) — 58 min 35 s (SN + CV) | 0-1 1-1 2-1 2-2 3-2 4-2 5-2 | Beauvillier (Dobson, Eberle) — 11 min 48 s (SN) Pelech (Eberle, Komarov) — 32 min 34 s | Arbitrage : Francois StLaurent, Francis Charron Bryan Pancich, Andrew Smith |
| Rask             | Gardiens | Sorokine                    |                                                                                        | Arbitrage : Francois StLaurent, Francis Charron Bryan Pancich, Andrew Smith |
| 6 min            | Pénalités | 4 min                       |                                                                                        | Arbitrage : Francois StLaurent, Francis Charron Bryan Pancich, Andrew Smith |
| 40               | Tirs | 22                          |                                                                                        | Arbitrage : Francois StLaurent, Francis Charron Bryan Pancich, Andrew Smith |

| 31 mai | Boston | 3-4 (pr) (1-0, 0-3, 2-0, 0-1) | New York | TD Garden 17 400 spectateurs |

| Feuille de match | Feuille de match | Feuille de match            | Feuille de match | Feuille de match                                                     |
| ---------------- | --- | --------------------------- | --- | -------------------------------------------------------------------- |
|                  | Coyle (Ritchie, Kuhlman) — 2 min 38 s Bergeron (Marchand, Pastrňák) — 50 min 34 s Marchand (McAvoy) — 55 min 6 s (SN) | 1-0 1-1 1-2 1-3 2-3 3-3 3-4 | Bailey (Palmieri, Nelson) — 26 min 52 s (SN) Palmieri (Leddy, Pageau) — 31 min Pageau (Beauvillier, Barzal) — 37 min 21 s (SN) Cizikas — 74 min 48 s | Arbitrage : Dan O'Rourke, Gord Dwyer Michel Cormier, Matt MacPherson |
| Rask             | Gardiens | Varlamov                    | | Arbitrage : Dan O'Rourke, Gord Dwyer Michel Cormier, Matt MacPherson |
| 1 min            | Pénalités | 8 min                       | | Arbitrage : Dan O'Rourke, Gord Dwyer Michel Cormier, Matt MacPherson |
| 42               | Tirs | 39                          | | Arbitrage : Dan O'Rourke, Gord Dwyer Michel Cormier, Matt MacPherson |

| 3 juin | New York | 1-2 (pr) (0-1, 0-0, 1-0, 0-1) | Boston | Nassau Coliseum 12 000 spectateurs |

| Feuille de match | Feuille de match                        | Feuille de match | Feuille de match                                                              | Feuille de match                                                         |
| ---------------- | --------------------------------------- | ---------------- | ----------------------------------------------------------------------------- | ------------------------------------------------------------------------ |
|                  | Barzal (Palmieri, Pulock) — 54 min 34 s | 0-1 1-1 1-2      | Smith (Hall, Grzelcyk) — 5 min 52 s Marchand (McAvoy, Bergeron) — 63 min 36 s | Arbitrage : Brian Pochmara, Kelly Sutherland Mark Shewchyk, Ryan Gibbons |
| Varlamov         | Gardiens                                | Rask             |                                                                               | Arbitrage : Brian Pochmara, Kelly Sutherland Mark Shewchyk, Ryan Gibbons |
| 4 min            | Pénalités                               | 6 min            |                                                                               | Arbitrage : Brian Pochmara, Kelly Sutherland Mark Shewchyk, Ryan Gibbons |
| 29               | Tirs                                    | 41               |                                                                               | Arbitrage : Brian Pochmara, Kelly Sutherland Mark Shewchyk, Ryan Gibbons |

| 5 juin | New York | 4-1 (0-0, 1-1, 3-0) | Boston | Nassau Coliseum 12 000 spectateurs |

| Feuille de match | Feuille de match | Feuille de match    | Feuille de match                               | Feuille de match                                               |
| ---------------- | --- | ------------------- | ---------------------------------------------- | -------------------------------------------------------------- |
|                  | Palmieri (Barzal, Eberle) — 26 min 38 s Barzal (Mayfield, Dobson) — 53 min 3 s Cizikas (Clutterbuck) — 58 min 57 s (CV) Pageau (Komarov) — 59 min 57 s (CV) | 0-1 1-1 2-1 3-1 4-1 | Krejčí (Marchand, Pastrňák) — 23 min 57 s (SN) | Arbitrage : Jean Hebert, Chris Lee Andrew Smith, Bryan Pancich |
| Varlamov         | Gardiens | Rask                |                                                | Arbitrage : Jean Hebert, Chris Lee Andrew Smith, Bryan Pancich |
| 16 min           | Pénalités | 14 min              |                                                | Arbitrage : Jean Hebert, Chris Lee Andrew Smith, Bryan Pancich |
| 34               | Tirs | 29                  |                                                | Arbitrage : Jean Hebert, Chris Lee Andrew Smith, Bryan Pancich |

| 7 juin | Boston | 4-5 (1-1, 1-3, 2-1) | New York | TD Garden 17 400 spectateurs |

| Feuille de match                    | Feuille de match | Feuille de match                    | Feuille de match | Feuille de match                                                            |
| ----------------------------------- | --- | ----------------------------------- | --- | --------------------------------------------------------------------------- |
|                                     | Pastrňák (McAvoy, Marchand) — 1 min 25 s Marchand (Pastrňák, McAvoy) — 27 min 27 s Pastrňák (McAvoy, Bergeron) — 43 min 48 s (SN) Krejčí (Smith, Reilly) — 54 min 43 s | 1-0 1-1 1-2 2-2 2-3 2-4 2-5 3-5 4-5 | Barzal (Dobson, Eberle) — 18 min 49 s (SN) Palmieri (Bailey, Leddy) — 24 min 49 s (SN) Bailey (Pageau, Beauvillier) — 34 min 30 s Eberle (Barzal, Dobson) — 36 min 38 s (SN) Nelson (Beauvillier, Pelech) — 41 min 59 s | Arbitrage : Francis Charron, Francois StLaurent Devin Berg, David Brisebois |
| Rask (40 min) Swayman (18 min 34 s) | Gardiens | Varlamov                            | | Arbitrage : Francis Charron, Francois StLaurent Devin Berg, David Brisebois |
| 8 min                               | Pénalités | 4 min                               | | Arbitrage : Francis Charron, Francois StLaurent Devin Berg, David Brisebois |
| 44                                  | Tirs | 19                                  | | Arbitrage : Francis Charron, Francois StLaurent Devin Berg, David Brisebois |

| 9 juin | New York | 6-2 (1-1, 3-0, 2-1) | Boston | Nassau Coliseum 12 000 spectateurs |

| Feuille de match | Feuille de match | Feuille de match                | Feuille de match                                                                            | Feuille de match                                                 |
| ---------------- | --- | ------------------------------- | ------------------------------------------------------------------------------------------- | ---------------------------------------------------------------- |
|                  | Zajac (Dobson, Pageau) — 8 min 52 s Nelson (Bailey, Leddy) — 25 min 20 s Nelson (Bailey) — 32 min 39 s Palmieri — 36 min 7 s Clutterbuck (Pageau, Cizikas) — 59 min 1 s (CV) Pulock — 59 min 12 s (CV) | 1-0 1-1 2-1 3-1 4-1 4-2 5-2 6-2 | Marchand (Pastrňák, Krejčí) — 17 min 36 s (SN) Marchand (Krejčí, McAvoy) — 45 min 38 s (SN) | Arbitrage : Gord Dwyer, Dan O'Rourke Bryan Pancich, Andrew Smith |
| Varlamov         | Gardiens | Rask                            |                                                                                             | Arbitrage : Gord Dwyer, Dan O'Rourke Bryan Pancich, Andrew Smith |
| 6 min            | Pénalités | 2 min                           |                                                                                             | Arbitrage : Gord Dwyer, Dan O'Rourke Bryan Pancich, Andrew Smith |
| 29               | Tirs | 25                              |                                                                                             | Arbitrage : Gord Dwyer, Dan O'Rourke Bryan Pancich, Andrew Smith |

- Cet article est partiellement ou en totalité issu de l'article intitulé « Séries éliminatoires de la Coupe Stanley 2021 » (voir la liste des auteurs).

#### Demi-finale de la Coupe Stanley contre le Lightning
Le Lightning croise la route des Islanders pour une deuxième année de suite en demi-finale. Ils ont eu le meilleur sur ces derniers en sept matchs la saison passée.
| 13 juin | Tampa Bay | 1-2 (0-0, 0-1, 1-1) | New York | Amalie Arena 14 513 spectateurs |

| Feuille de match | Feuille de match                         | Feuille de match | Feuille de match                                            | Feuille de match                                                         |
| ---------------- | ---------------------------------------- | ---------------- | ----------------------------------------------------------- | ------------------------------------------------------------------------ |
|                  | Point (Killorn, Koutcherov) — 59 min 6 s | 0-1 0-2 1-2      | Barzal (Bailey) — 32 min 32 s Pulock (Eberle) — 45 min 36 s | Arbitrage : Eric Furlatt, Kelly Sutherland David Brisebois, Jonny Murray |
| Vassilevski      | Gardiens                                 | Varlamov         |                                                             | Arbitrage : Eric Furlatt, Kelly Sutherland David Brisebois, Jonny Murray |
| 8 min            | Pénalités                                | 6 min            |                                                             | Arbitrage : Eric Furlatt, Kelly Sutherland David Brisebois, Jonny Murray |
| 31               | Tirs                                     | 31               |                                                             | Arbitrage : Eric Furlatt, Kelly Sutherland David Brisebois, Jonny Murray |

| 15 juin | Tampa Bay | 4-2 (1-1, 1-0, 2-1) | New York | Amalie Arena 14 771 spectateurs |

| Feuille de match | Feuille de match | Feuille de match                             | Feuille de match                                               | Feuille de match                                                          |
| ---------------- | --- | -------------------------------------------- | -------------------------------------------------------------- | ------------------------------------------------------------------------- |
|                  | Point (Koutcherov, Savard) — 8 min 58 s Palát (Koutcherov, Hedman) — 33 min 15 s Rutta (Goodrow, Coleman) — 42 min 16 s Hedman (Koutcherov, Stamkos) — 49 min 17 s (SN) | 1-0 1-1 2-1 3-1 4-1 4-2                      | Nelson — 13 min 30 s (SN) Barzal (Eberle, Leddy) — 56 min 44 s | Arbitrage : Dan O'Rourke, Francois StLaurent Ryan Gibbons, Michel Cormier |
| Vassilevski      | Gardiens | Varlamov (50 min 46 s) Sorokine (6 min 50 s) |                                                                | Arbitrage : Dan O'Rourke, Francois StLaurent Ryan Gibbons, Michel Cormier |
| 21 min           | Pénalités | 33 min                                       |                                                                | Arbitrage : Dan O'Rourke, Francois StLaurent Ryan Gibbons, Michel Cormier |
| 33               | Tirs | 26                                           |                                                                | Arbitrage : Dan O'Rourke, Francois StLaurent Ryan Gibbons, Michel Cormier |

| 17 juin | New York | 1-2 (1-0, 1-1, 0-0) | Tampa Bay | Nassau Coliseum 12 978 spectateurs |

| Feuille de match | Feuille de match                           | Feuille de match | Feuille de match                                                               | Feuille de match                                                         |
| ---------------- | ------------------------------------------ | ---------------- | ------------------------------------------------------------------------------ | ------------------------------------------------------------------------ |
|                  | Clutterbuck (Martin, Cizikas) — 37 min 1 s | 1-0 1-1 2-1      | Gourde (Coleman, Černák) — 10 min 5 s Point (Hedman, Koutcherov) — 39 min 40 s | Arbitrage : Kelly Sutherland, Eric Furlatt David Brisebois, Jonny Murray |
| Varlamov         | Gardiens                                   | Vassilevski      |                                                                                | Arbitrage : Kelly Sutherland, Eric Furlatt David Brisebois, Jonny Murray |
| 2 min            | Pénalités                                  | 2 min            |                                                                                | Arbitrage : Kelly Sutherland, Eric Furlatt David Brisebois, Jonny Murray |
| 28               | Tirs                                       | 25               |                                                                                | Arbitrage : Kelly Sutherland, Eric Furlatt David Brisebois, Jonny Murray |

| 19 juin | New York | 3-2 (0-0, 3-0, 0-2) | Tampa Bay | Nassau Coliseum 12 978 spectateurs |

| Feuille de match | Feuille de match | Feuille de match    | Feuille de match                                                                 | Feuille de match                                                              |
| ---------------- | --- | ------------------- | -------------------------------------------------------------------------------- | ----------------------------------------------------------------------------- |
|                  | Bailey (Nelson, Beauvillier) — 25 min 30 s Barzal (Clutterbuck, Pelech) — 33 min 46 s Martin (Clutterbuck, Pelech) — 37 min 57 s | 1-0 2-0 3-0 3-1 3-2 | Point (Palát, Černák) — 43 min 45 s Johnson (Koutcherov, McDonagh) — 46 min 43 s | Arbitrage : Francois StLaurent, Kelly Sutherland Michel Cormier, Ryan Gibbons |
| Varlamov         | Gardiens | Vassilevski         |                                                                                  | Arbitrage : Francois StLaurent, Kelly Sutherland Michel Cormier, Ryan Gibbons |
| 4 min            | Pénalités | 8 min               |                                                                                  | Arbitrage : Francois StLaurent, Kelly Sutherland Michel Cormier, Ryan Gibbons |
| 30               | Tirs | 30                  |                                                                                  | Arbitrage : Francois StLaurent, Kelly Sutherland Michel Cormier, Ryan Gibbons |

| 21 juin | Tampa Bay | 8-0 (3-0, 3-0, 2-0) | New York | Amalie Arena 14 791 spectateurs |

| Feuille de match | Feuille de match | Feuille de match                              | Feuille de match | Feuille de match                                                      |
| ---------------- | --- | --------------------------------------------- | ---------------- | --------------------------------------------------------------------- |
|                  | Stamkos (Killorn, Cirelli) — 45 s Gourde (Coleman) — 11 min 4 s Killorn (Savard) — 15 min 27 s Stamkos (Hedman, Koutcherov) — 25 min 42 s (SN) Palát (Savard, Koutcherov) — 35 min 43 s Killorn (Hedman, Point) — 37 min 53 s (SN) Point (Koutcherov, Stamkos) — 41 min 59 s (SN) Schenn (Maroon, Colton) — 52 min 5 s | 1-0 2-0 3-0 4-0 5-0 6-0 7-0 8-0               |                  | Arbitrage : Francis Charron, Gord Dwyer Scott Cherrey, Kiel Murchison |
| Vassilevski      | Gardiens | Varlamov (15 min 27 s) Sorokine (44 min 33 s) |                  | Arbitrage : Francis Charron, Gord Dwyer Scott Cherrey, Kiel Murchison |
| 28 min           | Pénalités | 57 min                                        |                  | Arbitrage : Francis Charron, Gord Dwyer Scott Cherrey, Kiel Murchison |
| 42               | Tirs | 21                                            |                  | Arbitrage : Francis Charron, Gord Dwyer Scott Cherrey, Kiel Murchison |

| 23 juin | New York | 3-2 (pr) (0-1, 1-1, 1-0, 1-0) | Tampa Bay | Nassau Coliseum 12 978 spectateurs |

| Feuille de match | Feuille de match                                                                                       | Feuille de match    | Feuille de match                                                  | Feuille de match                                              |
| ---------------- | --- | ------------------- | ----------------------------------------------------------------- | ------------------------------------------------------------- |
|                  | Eberle (Barzal, Greene) — 34 min 22 s Mayfield (Barzal, Pelech) — 51 min 16 s Beauvillier — 61 min 8 s | 0-1 0-2 1-2 2-2 3-2 | Point (Cirelli) — 16 min 2 s Cirelli (Palát, Point) — 32 min 36 s | Arbitrage : Chris Lee, Gord Dwyer Bryan Pancich, Andrew Smith |
| Varlamov         | Gardiens                                                                                               | Vassilevski         |                                                                   | Arbitrage : Chris Lee, Gord Dwyer Bryan Pancich, Andrew Smith |
| 6 min            | Pénalités                                                                                              | 8 min               |                                                                   | Arbitrage : Chris Lee, Gord Dwyer Bryan Pancich, Andrew Smith |
| 28               | Tirs                                                                                                   | 24                  |                                                                   | Arbitrage : Chris Lee, Gord Dwyer Bryan Pancich, Andrew Smith |

| 25 juin | Tampa Bay | 1-0 (0-0, 1-0, 0-0) | New York | Amalie Arena 14 805 spectateurs |

| Feuille de match | Feuille de match                             | Feuille de match | Feuille de match | Feuille de match                                                      |
| ---------------- | -------------------------------------------- | ---------------- | ---------------- | --------------------------------------------------------------------- |
|                  | Gourde (Cirelli, Killorn) — 21 min 49 s (IN) | 1-0              |                  | Arbitrage : Francis Charron, Gord Dwyer Michel Cormier, Scott Cherrey |
| Vassilevski      | Gardiens                                     | Varlamov         |                  | Arbitrage : Francis Charron, Gord Dwyer Michel Cormier, Scott Cherrey |
| 2 min            | Pénalités                                    | 0 min            |                  | Arbitrage : Francis Charron, Gord Dwyer Michel Cormier, Scott Cherrey |
| 31               | Tirs                                         | 18               |                  | Arbitrage : Francis Charron, Gord Dwyer Michel Cormier, Scott Cherrey |

- Cet article est partiellement ou en totalité issu de l'article intitulé « Séries éliminatoires de la Coupe Stanley 2021 » (voir la liste des auteurs).

### Statistiques des joueurs
| No | Nationalité | Joueur          | PJ | V | D | Min | BC | BL | Moy  | %Arr | A | Pun |
| -- | ----------- | --------------- | -- | - | - | --- | -- | -- | ---- | ---- | - | --- |
| 30 | Russie      | Ilia Sorokine   | 7  | 4 | 1 | 387 | 18 | 0  | 2,79 | 92,2 | 0 | 2   |
| 40 | Russie      | Semion Varlamov | 14 | 7 | 7 | 798 | 34 | 0  | 2,56 | 92,2 | 0 | 0   |

| No | Nationalité | Joueur         | PJ | B | A | Pts | Pun |
| -- | ----------- | -------------- | -- | - | - | --- | --- |
| 2  | États-Unis  | Nick Leddy     | 19 | 0 | 6 | 6   | 2   |
| 3  | Canada      | Adam Pelech    | 19 | 1 | 4 | 5   | 13  |
| 4  | États-Unis  | Andy Greene    | 19 | 0 | 1 | 1   | 8   |
| 6  | Canada      | Ryan Pulock    | 19 | 4 | 2 | 6   | 4   |
| 8  | Canada      | Noah Dobson    | 19 | 0 | 7 | 7   | 0   |
| 24 | États-Unis  | Scott Mayfield | 19 | 2 | 4 | 6   | 25  |

| No | Nationalité | Joueur              | Poste | PJ | B | A  | Pts | Pun |
| -- | ----------- | ------------------- | ----- | -- | - | -- | --- | --- |
| 7  | Canada      | Jordan Eberle       | AD    | 19 | 4 | 7  | 11  | 4   |
| 12 | Canada      | Joshua Bailey       | AD    | 19 | 6 | 7  | 13  | 4   |
| 13 | Canada      | Mathew Barzal       | C     | 19 | 6 | 8  | 14  | 19  |
| 14 | Canada      | Travis Zajac        | C     | 14 | 1 | 1  | 2   | 6   |
| 15 | Canada      | Cal Clutterbuck     | AD    | 19 | 4 | 3  | 7   | 10  |
| 17 | Canada      | Matt Martin         | AG    | 19 | 1 | 1  | 2   | 43  |
| 18 | Canada      | Anthony Beauvillier | AG    | 19 | 5 | 8  | 13  | 4   |
| 21 | États-Unis  | Kyle Palmieri       | AD    | 19 | 7 | 2  | 9   | 10  |
| 26 | États-Unis  | Oliver Wahlstrom    | AD    | 5  | 1 | 2  | 3   | 8   |
| 29 | États-Unis  | Brock Nelson        | C     | 19 | 7 | 5  | 12  | 4   |
| 44 | Canada      | Jean-Gabriel Pageau | C     | 19 | 3 | 10 | 13  | 6   |
| 47 | Estonie     | Leo Komarov         | AD    | 19 | 0 | 3  | 3   | 14  |
| 53 | Canada      | Casey Cizikas       | C     | 19 | 2 | 3  | 5   | 2   |